# 2019년 파푸아 시위

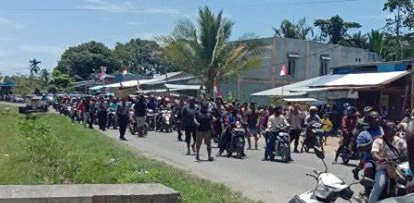

2019년 파푸아 시위(2019 Papua protests)는 인도네시아의 서뉴기니 출신의 파푸아인들이 서뉴기니 뿐 아니라 인도네시아 본토 등지에서도 벌이는 시위다. 파푸아인의 피부가 검다는 이유로 원숭이라고 인도네시아 경찰이 파푸아인 학생을 인종 차별적 모욕을 하면서 시위가 발발했다.